# 高インボム
高 インボム（こう インボム、朝: 고인범）は、日本のミュージシャン（ドラマー、カホン奏者）、インストラクター、身体操作研究家。大阪府出身。在日コリアン3世。

## 概要
ロックバンド「THE★裏ワザ」のドラマーとしてクラウン徳間からメジャー・デビュー。バンドと並行してセッション・ミュージシャンとしても活動。SAKAE（Sakae Osaka Heritage）とZildjianのエンドーサーとなっており、それぞれのメーカーの楽器を愛用している。ドラムインストラクターとしてのキャリアも長く、専門学校や音楽教室での講師を経て自身のスクールを開講。教え子にはJUNNA、酒井響希、Yusuke（HERO）など、多方面で活躍するドラマーやアーティストがいる。自身は学生時代に森本耕司に、上京後はジャズドラマーの岩瀬立飛に師事。モーラー奏法との出会いをきっかけに身体操作にのめり込み、2019年頃からは身体操作研究家としても活動している。

## バンド
- THE★裏ワザ
- 二井原実 歌うたい祭り
- 東京アコースティック探偵（石井完治、はんだすなお、高インボム）

## ライブ参加
- あんべ光俊
- 大山まき
- 木村昴
- 楠木ともり
- クリステル・チアリ
- 田川ヒロアキ
- 都竹宏樹
- 中澤卓也
- 法月康平
- 林明日香
- 美元智衣
- 李涛
- ZILCONIA

## レコーディング参加
- Asuka Kimura「PUZZLE」「The girl in my dream」
- 楠木ともり『Forced Shutdown』M-3「アカトキ」[3]
- 大山まき『アコメタル』『アダムの声帯』
- 李涛『HEY!』M-1「Show Time」、M-3「1st Love」、M-5「5分がやけに長すぎる」
- 浜田マロン『成熟のマーブル』『退屈な夜はブギーを』
- あんべ光俊『トビウオ / TOBIWOW!』
- クリステル・チアリ『Les petit Parisiennes~フランス語でうたうこどものうた~』
- タダシンヤ『anniversary pop』M-1「colors」、M-2「はじまりの君」
- 田川ヒロアキ『Keep Flying』M-1「Keep Flying」、M-2「やっと、ずっと」
- まつざき幸介『signpost』
- ロクセンチ『READY!STEADY!』M-2「かにあるき」、M-3「まぼろしの歌うたい」、M-6「Q & A」、M-10「今日が終わってしまう前に」